# Kitzbüheler Alpen
Die Kitzbüheler Alpen (SOIUSA: Tiroler Schieferalpen) sind eine Gebirgsgruppe in den Ostalpen und Teil der westlichen Schieferzone (Grauwackenzone) in den österreichischen Bundesländern Tirol und Salzburg, wobei der Tiroler Anteil rund zwei Drittel ausmacht. Die Ost-West-Erstreckung beträgt etwa 80 km, die Breite 25–35 km. Der höchste Gipfel ist das Kreuzjoch im Südwesten mit 2558 m ü. A.
Nach Osten senkt sich die Gipfelflur auf 2300 bis 2000 m.
Die Kitzbüheler Alpen eignen sich gut zum Wandern und Skifahren. Schroffe Bergformen fehlen weitgehend. Sowohl im Tiroler als auch im Salzburger Teil gibt es einige größere Skigebiete. Eine geologisch verwandte Fortsetzung im Osten sind die Dientener Berge. Durch beide Gebirge verläuft in Ost-West-Richtung der Pinzgauer Höhenweg, durch die Kitzbüheler Alpen zahlreiche Schirouten und der Saalachtaler Höhenweg.

## Lage und Landschaft
Die Kitzbüheler Alpen nehmen das Gebiet zwischen dem Zillertal im Westen und dem Zeller See im Osten ein. Nach Süden sind die Kitzbüheler Alpen durch den Gerlospass und das sich anschließende Salzachtal von der Venedigergruppe getrennt. Die Begrenzung folgt dem Salzachtal bis Bruck, wo sie sich über Zell am See nach Norden wendet und mit der Saalach bis Saalfelden verläuft. Die Nordgrenze verläuft von Ost nach West vom Saalfeldener Becken über das Tal der Leoganger Ache bis zum Pass Grießen, von dort über Pillerseetal, Leukental und Sölllandl bis nach Wörgl und Kufstein. Die Nordwestgrenze wird durch das Inntal zwischen Wörgl und Jenbach gebildet.
Die Kitzbüheler Alpen sind seit dem Beginn des 20. Jahrhunderts ein beliebter Drehort für Spielfilme, insbesondere für Heimatfilme.

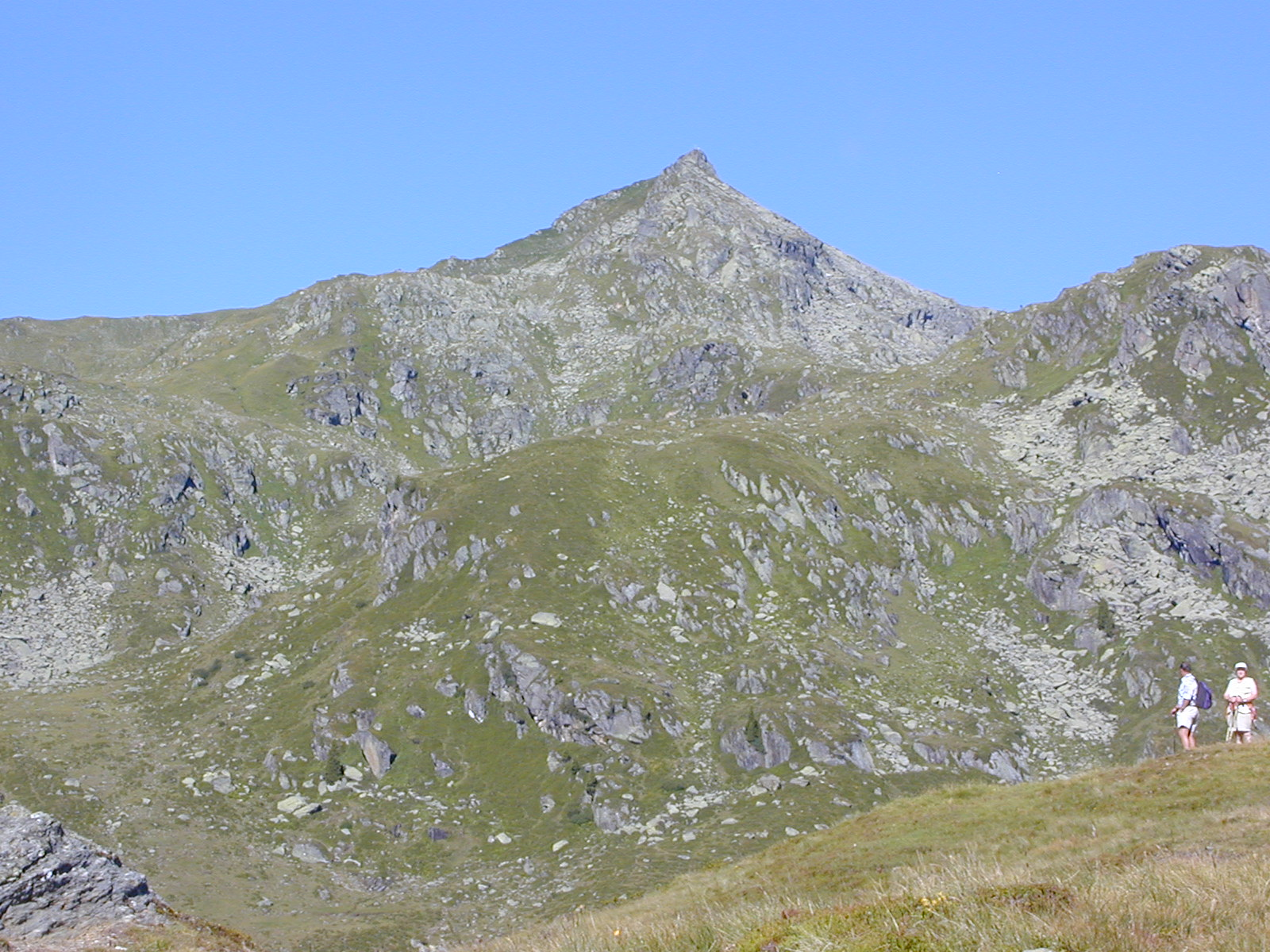
Salzachgeier, 2469 m
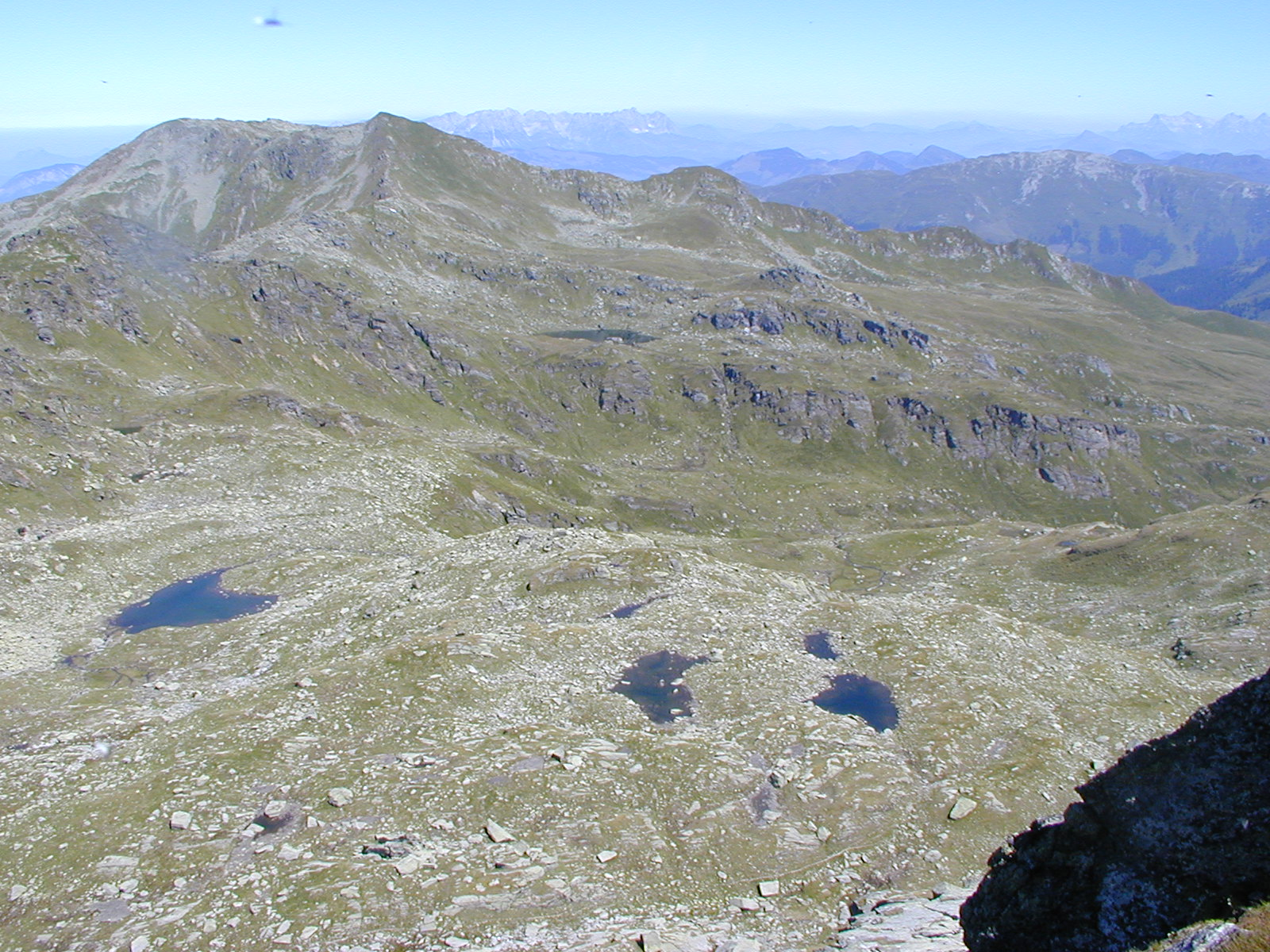
Blick vom Salzachgeier über die Kelchsauer Alpen
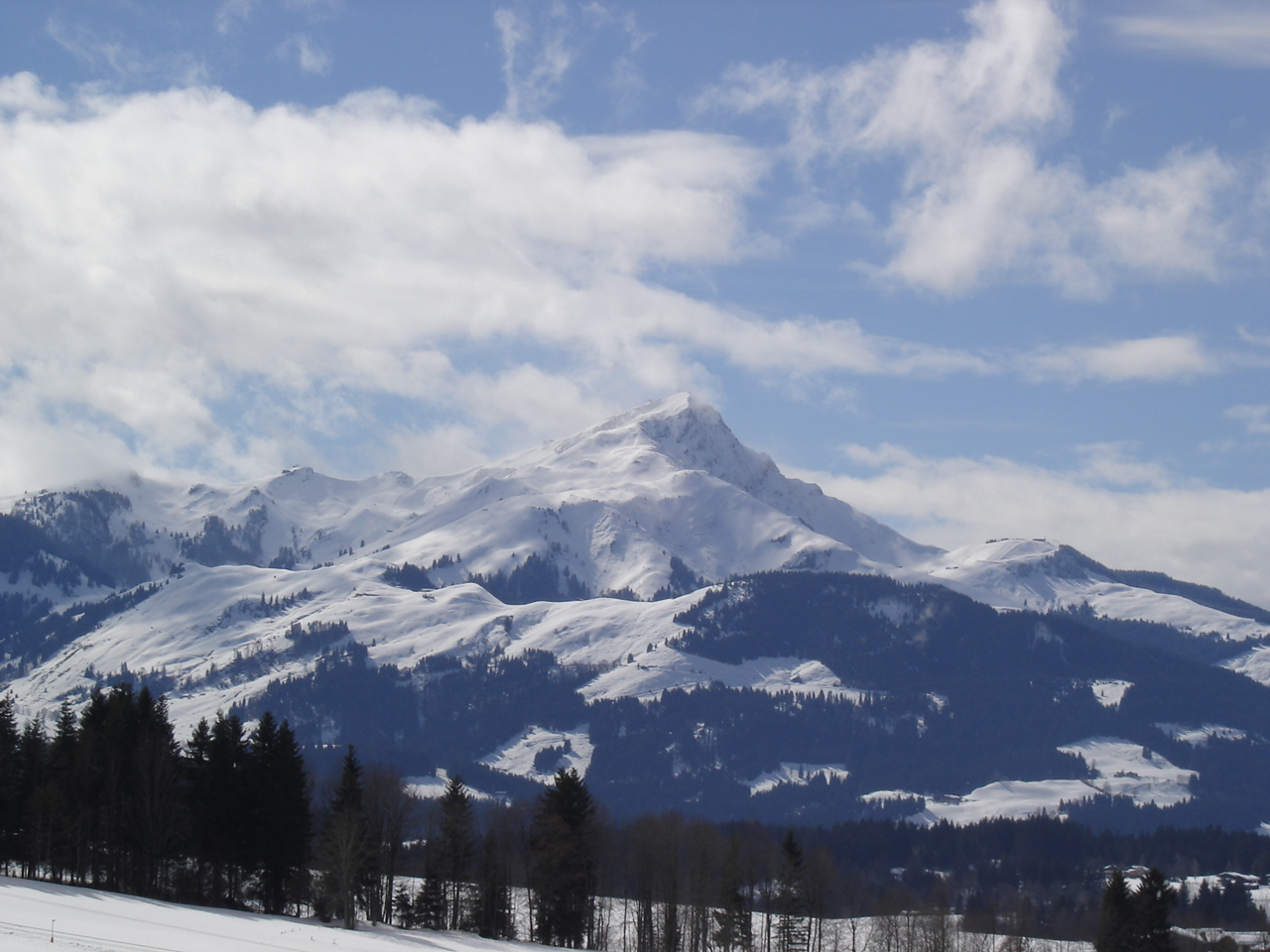
Kitzbüheler Horn
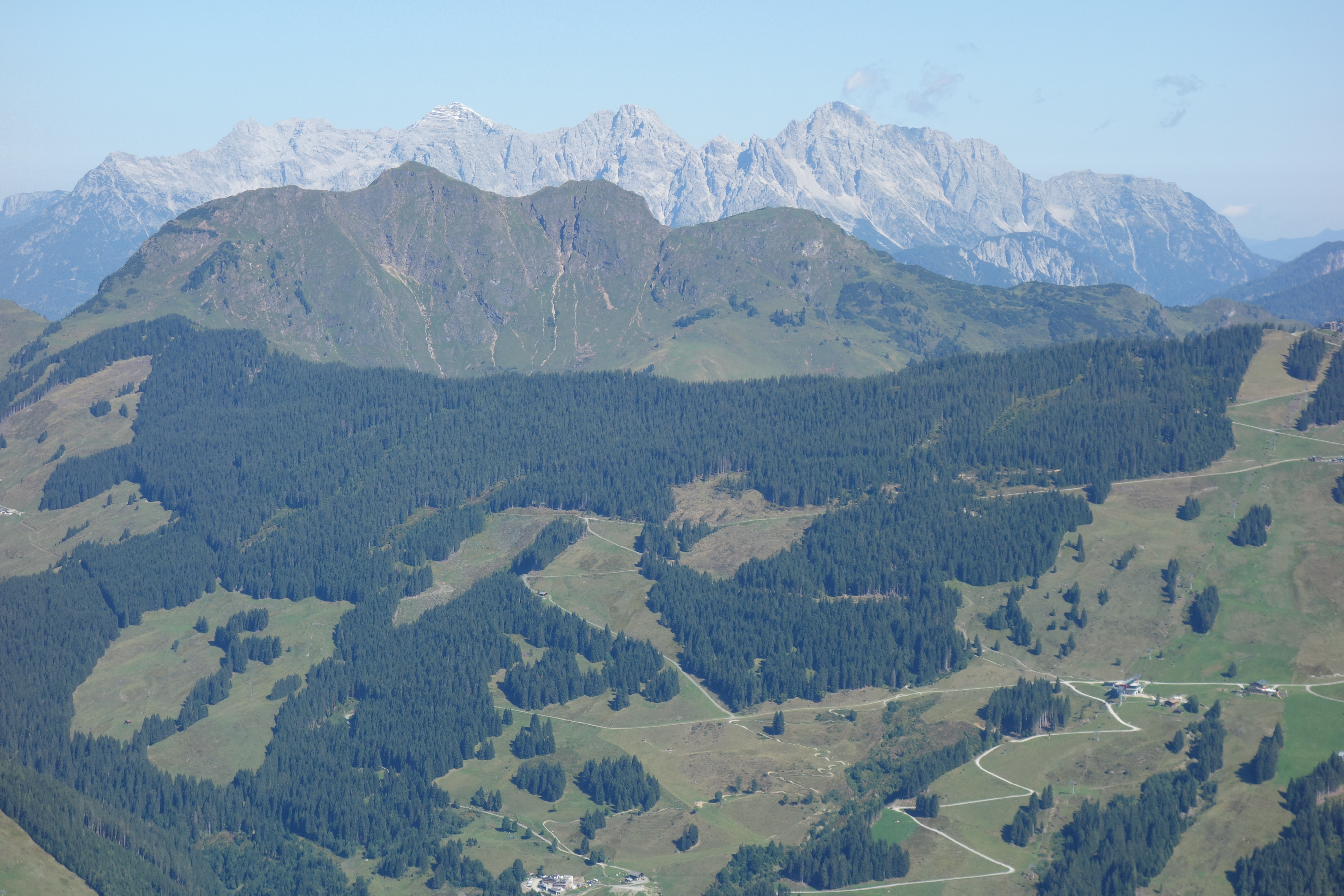
Spielberghorn von Süden

### Benachbarte Gebirgsgruppen
Die Kitzbüheler Alpen grenzen an die folgenden anderen Gebirgsgruppen der Alpen:
- Kaisergebirge (im Norden)
- Loferer Steinberge (im Nordosten)
- Leoganger Steinberge (im Nordosten)
- Salzburger Schieferalpen (im Osten)
- Glocknergruppe (im Südosten)
- Granatspitzgruppe (im Süden)
- Venedigergruppe (im Süden)
- Zillertaler Alpen (im Südwesten)
- Tuxer Alpen (im Westen)
- Rofangebirge (im Nordwesten)

### Gliederung
Durch die Kitzbüheler Ache sind die Kitzbüheler Alpen in die Glemmtaler Alpen im Osten (Salzburg) und die Kelchsauer Alpen im Westen geteilt.

## Geologie
Die Kitzbüheler Alpen gehören zur Grauwackenzone und sind großteils aus Schiefer und Phylliten aufgebaut. Die Bergformen und Kare sind überwiegend sanft von Mittelgebirgscharakter, die meist grünen Hänge weisen zahlreiche Almwiesen auf (Tiroler Grasberge). Doch es gibt auch Felsbildungen durch Kalkgesteine und Dolomite, beispielsweise am Großen Rettenstein.
Im Westteil der Kitzbühler Alpen verlaufen die meisten Täler in Nord-Süd-Richtung, im Ostteil jedoch überwiegend Ost-West. Der alpingeologische Grund hierfür ist die markante Längstalfurche des Salzachtals. Diese sogenannte Tauernnordrand-Störung, auch SEMP-Lineament genannt, hat bei der Auffaltung der Alpen eine wesentliche Rolle gespielt und markiert bis heute eine auffällige Landformen- und Gesteinsgrenze zu den Dreitausendern der Hohen Tauern.
Die Westgrenze des Gebirges ist petrografisch weniger deutlich, weil dort der Übergang zu den Innsbrucker Quarzphylliten fließend ist. Im Nordwesten und Norden (Inntal bei Schwaz, Brixental und Steinernes Meer) springt hingegen der Unterschied der weich gefalteten Schiefer zu den Kalk- und Dolomitgesteinen der Kalkalpen ins Auge.
Die Hauptgesteine der Kitzbühler Alpen gliedern sich altersmäßig in zwei Gruppen, von denen die älteren vermutlich aus dem Ordovizium stammen. So ist der tiefere Komplex der Wildschönauer Schiefer wenig differenziert und weist keinerlei Fossilien, aber vulkanische Einlagerungen auf. Darüber liegen bis 600 m mächtige, schwach metamorphe Porphyroide (aus vulkanischen Quarzporphyren und Tuffen hervorgegangen), hauptsächlich im Westen (Hohe Salve, Hahnenkamm und Wildseeloder).
Über dem Porphyroid liegen verschiedene Schieferhorizonte aus dem Silur, die nach oben oft tonig-sandig werden. In der Umgebung Kitzbühels (z. B. Kitzbüheler Horn) sind auch silurische Kalkgesteine zu finden sowie westlich der graue, grobkörnige Schwazer Dolomit, der nach Osten bis etwa Leogang in den Spielberg-Dolomit übergeht. Vertreten ist auch das Post-Variszikum mit Transgressionsgesteinen, roten Schiefern aus dem Rotliegend und mächtigen Sandsteinen aus dem Permoskyth. All diese Schichtfolgen der Grauwackenzone wurden vermutlich – gemeinsam mit jenen der Nördlichen Kalkalpen – in der Zeit der Alpenfaltung aus einem weit im Süden gelegenen Ablagerungsbereich zum Nordrand der Alpen überschoben.

## Die höchsten Berge
Die höchsten Berge in den Kitzbühler Alpen befinden sich zumeist in der südwestlichen Ecke und erreichen eine – im Vergleich zu den Gebirgen nördlich und südlich – eher bescheidene Höhe von gut 2500 m.
Die höchsten Berge des Gebirges sind:
| - Kreuzjoch, 2558 m - Katzenkopf, 2535 m - Torhelm, 2494 m - Ochsenkopf, 2469 m - Salzachgeier, 2469 m/2466 m - Schafsiedel, 2447 m - Kröndlhorn, 2444 m - Großer Galtenberg, 2424 m - Gaißstein, 2363 m - Großer Rettenstein, 2362 m - Königsleitenspitze, 2315 m - Großer Beil, 2309 m - Sonnenjoch, 2287 m - Isskogel, 2264 m | - Müllachgeier, 2254 m - Standkopf, 2241 m - Wildkogel, 2224 m - Kleiner Rettenstein, 2216 m - Steinbergstein, 2215 m - Schusterkogel, 2207 m - Resches Kogel, 2183 m - Gamshag, 2178 m - Maurer Kogel, 2129 m - Wiedersberger Horn, 2127 m - Wildseeloder, 2119 m - Schattberg, 2097 m - Tristkogel 2095 m - Henne, 2078 m | - Schellenberg, 2048 m - Spielberghorn, 2044 m - Brechhorn, 2032 m - Sintersbach Höhe, 2027 m - Kitzbüheler Horn, 1996 m - Zwölferkogel, 1983 m - Schmittenhöhe, 1965 m - Wildkarspitze, 1961 m - Lodron, 1925 m - Gratlspitz, 1899 m - Resterhöhe, 1894 m - Hohe Salve, 1828 m - Roßkopf, 1731 m - Hahnenkamm, 1712 m - Pölven, 1595 m |

## Almen, Schutzhütten, Schigebiete
Die Kitzbüheler Alpen werden intensiv touristisch genutzt.
Die Tourismusregion Kitzbüheler Alpen (St. Johann in Tirol, Kitzbühel und Umgebung, Pillerseetal, Brixental, Wildschönau und Alpbach) umfasst nur den Tiroler Teil der geographischen Kitzbüheler Alpen.
Beliebte Ausflugsberge am Rande des Inntals sind der Pölven (1595 m) und der Gratlspitz (1899 m).
Etwa in der Mitte des Gebirges liegt das bekannte Skigebiet von Kitzbühel. Im Ostteil liegt der Schizirkus Saalbach-Hinterglemm.
Neben einer Unzahl an bewirtschafteten Almen und Gasthäusern gibt es auch eine große Zahl an Schutzhütten des Alpenvereins und privater Betreiber:
| - Alpenrosenhütte (1534 m) - Neue Bamberger Hütte (1756 m) - Bochumer Hütte (1432 m) - Brechhornhaus (1660 m), privat - Bürglhütte (1699 m), privat | - Erich-Sulke-Hütte (1100 m) - Erlahütte (1220 m) (privat) - Fritz-Hintermayr-Hütte (1320 m), privat - Hochhörndler Hütte (1809 m), privat - Hochwildalmhütte (1557 m) | - Kobingerhütte (1501 m), privat - Oberlandhütte (1014 m) - Wildkogelhaus (2007 m), privat - Wildseeloderhaus (1854 m) - Wolkensteinhaus (2019 m) |